# Sam Pilafian
James Samuel „Sam“ Pilafian (* 25. Oktober 1949 in Miami; † 5. April 2019 in Tempe, Arizona) war ein US-amerikanischer Tuba-Spieler.

## Wirken
Pilafian besuchte als Jugendlicher das National Music Camp in Interlochen und wurde der erst zweite Tubist, der dort den Konzertwettbewerb gewann. Dies brachte ihm Stipendien am Dartmouth College und dem Tanglewood Music Center ein. Von Leonard Bernstein wurde er in Tanglewood ausgewählt, in der Weltpremiere von Bernstein's Mass bei der Eröffnung des John F. Kennedy Center for the Performing Arts in Washington zu spielen.
Seitdem trat Pilafian als klassischer Musiker in zahlreichen internationalen Konzerten und Aufnahmen in Erscheinung. Er gründete das Empire Brass Quartet und spielte im Orchester für die Broadway-Musicals Doktor Jazz und Much Ado About Nothing.
Parallel dazu war er auch im Jazzbereich aktiv, musizierte mit dem Duke Ellington Orchestra und trat seit 1991 im Duo Travelin’ Light mit dem Gitarristen Frank Vignola auf. Mit dem Saxophonisten Scott Zimmer spielte er Musik von Maurice Ravel, Béla Bartók, Thelonious Monk, Ornette Coleman und Captain Beefheart ein. Auch war er an Aufnahmen von Pink Floyd beteiligt.
Ab 1994 lehrte Pilafian an der Arizona State University; später (2017) an der North Dakota State University.

## Diskografie
- Travelling Light, Telarc, 1991
- Making Whoopee, 1993
- Meltdown, 1998
- Perception, 1998 mit  Eugene Anderson, Timothy Russell, Timothy Morrison und dem Arizona State University Symphony Orchestra